# Gmina Jackson (hrabstwo Benton)

Położenie Gminy Jackson w hrabstwie Benton

Gmina Jackson (ang. Jackson Township) – gmina w USA, w stanie Iowa, w hrabstwie Benton. Według danych z 2000 roku gmina miała 710 mieszkańców.